# Macrorhabdium ruficollis
Macrorhabdium ruficollis är en skalbaggsart som beskrevs av Plavilstshikov 1915. Macrorhabdium ruficollis ingår i släktet Macrorhabdium och familjen långhorningar. Inga underarter finns listade i Catalogue of Life.